# Ambasciata del Messico in Italia
L'ambasciata del Messico a Roma è la missione diplomatica degli Stati Uniti Messicani presso la Repubblica italiana. È accreditata anche presso Albania, Malta e San Marino.
Ha sede a Roma, al numero 16 di Via Lazzaro Spallanzani.

## Altre sedi diplomatiche dipendenti
Sono presenti inoltre 9 consolati onorari messicani, dipendenti dalla sezione consolare di Roma e Consolato Generale a Milano:
| Tipologia          | Sede     | Zona di competenza |
| ------------------ | -------- | --- |
| sezione consolare  | Roma     | Abruzzo, Apulia, Basilicata, Calabria, Campania, Lazio, Marche, Molise, Toscana, Umbria e Sicilia. È inoltre competente per Albania, Malta e San Marino. |
| Consolato onorario | Bari     | Puglia |
| Consolato onorario | Cosenza  | Calabria |
| Consolato onorario | Napoli   | Campania |
| Consolato onorario | Cagliari | Sardegna |
| Consolato onorario | Palermo  | Sicilia |
| Consolato Generale | Milano   | Emilia-Romagna, Friuli-Venezia Giulia, Liguria, Lombardia, Piemonte, Trentino-Alto Adige, Valle d'Aosta, e Veneto.                                       |
| Consolato onorario | Bologna  | Emilia-Romagna |
| Consolato onorario | Trieste  | Friuli-Venezia Giulia |
| Consolato onorario | Torino   | Piemonte |
| Consolato onorario | Venezia  | Veneto |